# Iveta Knížková
Iveta Knížková (Karlovy Vary, 3 de marzo de 1967) es una deportista checa que compitió en biatlón. Ganó una medalla de oro en el Campeonato Mundial de Biatlón de 1993, en la prueba de relevos 4 × 7,5 km.

## Palmarés internacional
| Campeonato Mundial | Campeonato Mundial  | Campeonato Mundial | Campeonato Mundial |
| Año                | Lugar               | Medalla            | Prueba             |
| ------------------ | ------------------- | ------------------ | ------------------ |
| 1993               | Borovets (Bulgaria) | Medalla de oro     | Relevos            |